# Manderup Parsberg
Manderup Parsberg (24. december 1546 -11. november 1625) var en dansk rigsråd og godsejer, der er mest berømt for at have maltrakteret Tycho Brahes næse i en duel. Så vidt vides, er det den første dokumenterede duel mellem to danskere.
Duellen foregik under et ophold i universitetsbyen Rostock i 1566-1567, hvor de to danskere kom i skænderi om, hvem af dem der var den største matematiker. Efter duellen skal de to angiveligt være blevet venner for livet.
Efter opholdet i Rostock, som efterfulgte et ophold i Wittenberg, videreuddannede han sig ved hoffet i Sachsen, hvor Frederik 2.'s søster Anna af Sachsen holdt til. Han havde Frederik 2.'s gunst, og kongen betalte hans bryllup i 1574, hvorefter han blev tildelt en serie væsentlige len: 1576 Hammershus; 1577 Silkeborg; 1584 Århusgård; 1589 Skanderborg (plus i 1594 Jungshoved); 1597 Ålborghus. Som 32-årig blev han udnævnt til rigsråd.
Efterfølgende tjente han i en længere årrække, og uden det store held, både Frederik 2. og Christian 4. som diplomat i det vanskelige forhold til Sverige, selvom han var kendt for sit opfarende temperament. Således var han som 60-årig tæt på at komme i duel med Peder Munk i rigsrådet, men to rådsfæller fik lagt sig imellem.
Sideløbende varetog han sine interesser som godsejer i rigsrådet og blev overordentligt velhavende. Ved hans død i 1625 blev hans gods anslået til at omfatte over 3.000 tønder hartkorn.